# Лопухинский сад
Лопухинский сад — сад в Санкт-Петербурге, памятник архитектуры и истории регионального значения. Расположен по нечётной стороне Каменноостровского проспекта между улицей Академика Павлова и Малой Невкой. Площадь сада составляет 5,7 га.

## История

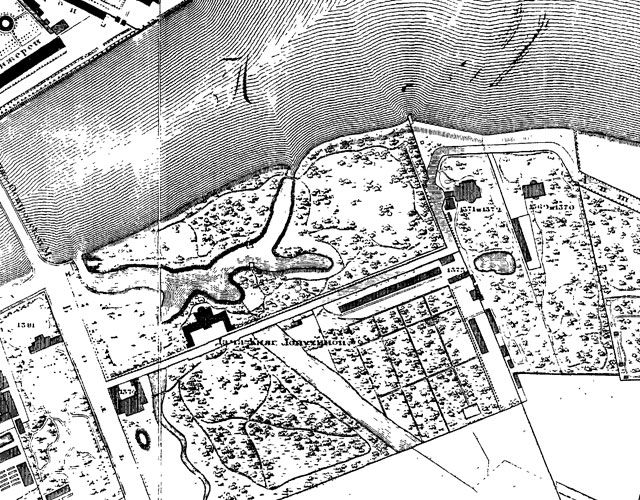
План Лопухинского сада в 1828 году

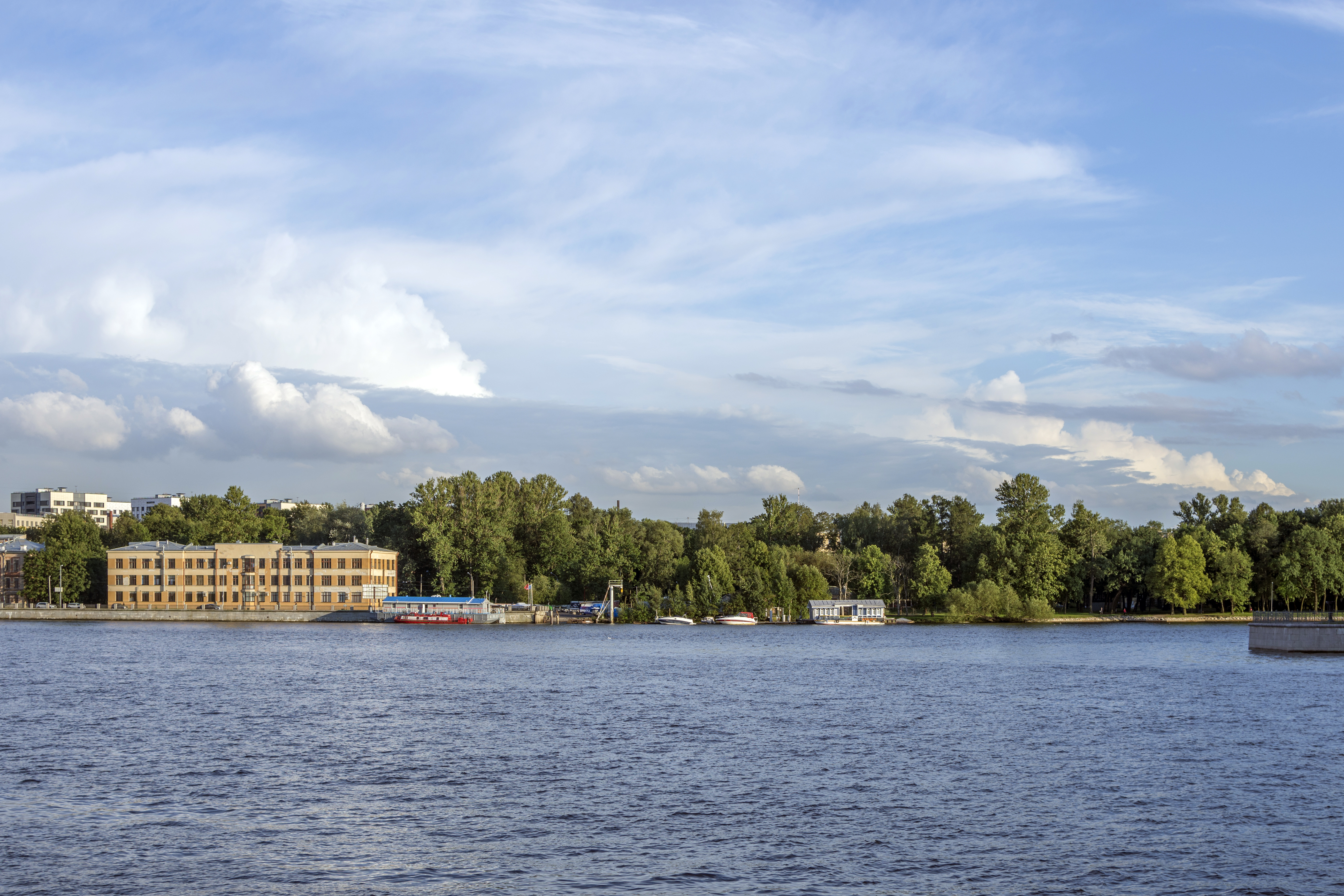
Вид на сад с Ушаковской набережной

В ходе Северной войны на этом месте были стычки со шведами, в 1705 году здесь ещё были русские траншеи. В 1717 году участок отдан под дачу сибирскому губернатору князю М. П. Гагарину. В 1721 Гагарин был казнён за взятки. После этого до конца XVIII века эти места оставались нетронутыми. Согласно приказу Петра I, здесь располагался Аптекарский огород, «где посторонним людям поселяться запрещалось».
При Павле I Каменный остров, находящийся напротив через Малую Невку, стал летней резиденцией царского двора, и его окрестности стали пользоваться популярностью среди знати. Участок вначале принадлежал адмиралу Г. Г. Кушелеву, который в начале XIX века уступил его князю П. В. Лопухину. Отец фаворитки Павла I Анны светлейший князь Лопухин был в разное время петербургским полицмейстером, генерал-губернатором, министром юстиции. Его сын и совладелец участка П. П. Лопухин участвовал в войне 1812 года, получил за храбрость золотую шпагу и орден Святого Георгия, произведён в генерал-майоры в 27 лет; был одним из основателей Союза благоденствия, за раскаяние освобождён Николаем I от ответственности. Усадьба Лопухина в то время занимала не только нынешний сад, но и всю территорию вдоль Каменноостровского проспекта до нынешней улицы Графтио.
C 1820 года участок находился в собственности В. П. Кочубея.
Затем им владели братья Матвей и Михаил Виельгорские.
В 1848 году участок купил выдающийся российский меценат, купец В. Ф. Громов. Архитектор Г. И. Винтергальтер построил здесь для Громова деревянную двухэтажную дачу () — пример ранней эклектики с использованием мотивов классицизма, архитектор А. М. Горностаев — несколько оранжерей (ул. Академика Павлова, 13). На этой даче Громов устроил картинную галерею, здесь выступали артисты Мариинского театра, а после основания Консерватории у Громова жили её неимущие студенты. По поручению Громова один из лучших садовников Санкт-Петербурга (по одним сведениям, Е. В. Одинцов, главный садовник Санкт-Петербурга с 1860 года, по другим — Е. И. Садовников, главный садовник Санкт-Петербурга с 1880 года) осуществил перепланировку сада, были устроены гроты, фонтаны, беседки, мостики над прудами и протоками. В 1849 году со стороны Каменноостровского проспекта парижский капельмейстер Левино открыл увеселительные заведения — «Виллу Монплезир» и музыкальный павильон; в 1850-е—1860-е годы в саду проходили гуляния и концерты. Министр внутренних дел Валуев записал у себя в дневнике: «Был на даче Громова для осмотра сада, который великолепен, как и вся дача». Художник Боголюбов, приятель В. Ф. Громова, вспоминал: «Сад содержался роскошно. Дом стоял, что дворец загородный. Били фонтаны, была пароходная пристань и лёгкий паровой катер для прогулок, а по другую часть въезда стояла превосходная громадная оранжерея, где иногда зимой давались феерические праздники под громадными пальмами и другими редкими растениями».
В начале 1890-х на бывшей даче Громова жил литератор И. И. Ясинский, его частым гостем был А. П. Чехов.
По инициативе одного из последних владельцев этого участка, банкира Ф. А. Алфёрова в 1897 году вблизи сада были проложены улицы Вологодская (ныне Чапыгина), Пермская (Графтио), Уфимская и Вятская (две последних упразднены в 1950-е, но Уфимская улица восстановлена в 2003 году).
С 1926 по 1991 год сад носил имя Ф. Э. Дзержинского. С 8 сентября 1930 года по 1993 год в саду стоял памятник Ф. Э. Дзержинскому работы скульптора А. В. Крыжановской. В 1930-х в бывшей даче Громова располагался дом отдыха шофёров-стахановцев. В 1936 году сад реконструировали, вместо сети дорожек устроили прямые аллеи и несколько больших площадок, здесь разместились клуб, ресторан и лодочная станция, на втором этаже деревянной дачи в конце 1930-х работала детская библиотека, а с 1938 по 1961 год в части дома, обозначаемой номером 13А (это каменное здание, примыкающее к деревянной даче), работала Ленинградская студия телевидения (в настоящее время здесь располагается управление «Санкт-Петербургского регионального центра» — филиала ФГУП «Российская телевизионная и радиовещательная сеть»). Именно отсюда 7 июля 1938 года была проведена первая опытная телетрансляция, а с 1 сентября началось регулярное вещание. В 1940 году на территории дачи разместился Дом пионеров и школьников Петроградского района. В 1940-х изменили расположение участка улицы Академика Павлова, срезав угол сада. В 1949 году восточный участок сада передали водно-моторной базе. В 1950 году проводилась ещё одна реконструкция сада, во время которой были уничтожены гроты.
В начале 1990-х по проекту архитектора Людмилы Александровны Хангу произвели реставрационные работы с возвращением исторической пейзажной планировки, с ремонтом террасы, гранитных спусков и ограды.

## Угроза застройки
В 2004 году Комитет по градостроительству и архитектуре (КГА) администрации Санкт-Петербурга сдал часть Лопухинского сада площадью 6 702 м2 в аренду на 49 лет ООО «Новые технологии», которое планирует построить на месте водно-моторной базы 33-метровый отель из стекла и бетона. КГИОП эти планы согласовал (в частности, 4 марта 2005 заместителем председателя КГИОП Б. М. Кириковым было утверждено изменение границ объекта культурного наследия Лопухинский сад с исключением из него водной станции [ул. Академика Павлова, дом 11-а]), КГА в 2008 году предложил урезать охраняемую законом территорию Лопухинского сада, обосновывая это тем, что часть территории «занимает ООО „НИС. Жилищное строительство“» (в октябре 2008 комиссия ЗакСа по городскому хозяйству отправила этот проект на переработку), а в составленном КГА проекте Правил землепользования и застройки предельно допустимая высота строительства на этом участке была повышена до 33 метров. Более того, Фонд имущества Санкт-Петербурга 9 апреля 2009 года продал участок водной станции ООО «НИС. Жилищное строительство» — структуре холдинга RBI (директор и владелец — Э. С. Тиктинский), связанной и с ООО «Новые технологии». Одновременно с водной станцией была продана и изъята из общественного пользования территория спортивной площадки, а также часть территории, занятой высокорастущими деревьями.
Это было сделано вопреки решению Федерального арбитражного суда Северо-Западного округа от 19 марта 2007 года, согласно которому данная территория не может быть не только застроена, но и приватизирована.

Мы, спортивная общественность, вдруг узнали, что наша водная станция оказалась продана дважды… 600 детей ежегодно проходили здесь обучение! И в городе другого такого места нет — тут уникальная роза ветров, никогда нет волны. Мы против застройки этой территории, о чём и заявили в письме на имя губернатора Матвиенко— Алексей Ишутин, первый вице-президент Федерации водно-моторного спорта РФ
В октябре 2009 года на сайте Правительства Санкт-Петербурга и в его официальном издании «Петербургский дневник» было опубликовано заявление губернатора В. И. Матвиенко, обещавшей: «Город не допустит здесь никакого строительства, несмотря на то, что эта территория принадлежит частному собственнику». Однако уже 23 января 2010 года она же заявила противоположное: «Собственник имеет кусок земли, и он, естественно, хочет на ней что-то построить. Возможно ли там строить и что именно возможно, должны решить компетентные органы. Никакого отношения к территории Лопухинского сада частный кусок земли не имеет: он находится за границей Лопухинского сада».
В декабре 2009 года КГА выдал компании «НИС. Жилищное строительство» разрешение № 3798 на использование участка у Лопухинского сада для размещения гостиницы, а рабочая группа по корректировке реестра зелёных насаждений при правительстве Санкт-Петербурга предложила изъять части территории Лопухинского сада из земель общего пользования с тем, чтобы обеспечить на этой территории строительство.
25 февраля 2010 года депутат Государственной думы О. Г. Дмитриева направила в правоохранительные органы, а также в Национальный антикоррупционный совет РФ и Росохранкультуру и федеральную Общественную палату ряд запросов, в которых просит провести проверку фактов возможного нарушения действующего законодательства, допущенных при исключении из границ памятника «Лопухинский сад» участка водной станции и последующей его продажи.

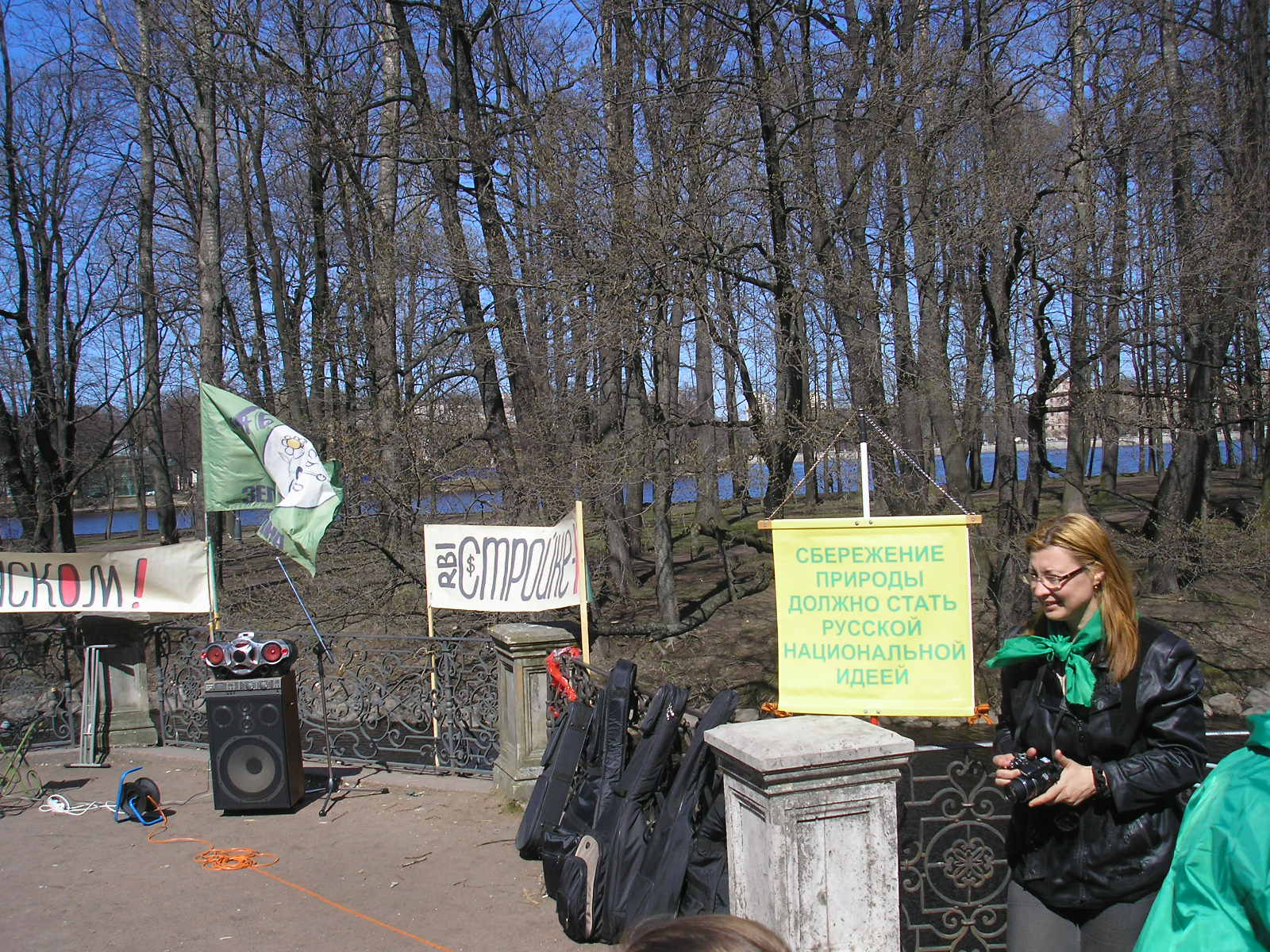
Митинг в защиту Лопухинского сада, май 2012 года

В июле 2012 года депутат Законодательного Собрания Санкт-Петербурга А. А. Кобринский обратился к сменившему В. И. Матвиенко губернатору Г. С. Полтавченко с требованием остановки строительства гостиницы в Лопухинском саду и восстановления сада в прежних границах. В том же 2012 году в ответ на запрос депутата ЗАКСа Сергея Никешина заявил, что 2013 году будет проведена новая государственная историко-культурная экспертиза Лопухинского сада. С учётом результатов этой экспертизы, проведённой ВООПИК, 12 августа 2013 года КГИОП выпустил распоряжение о включении в состав территории Лопухинского сада участка бывшей водно-моторной станции площадью 4,6 тыс. кв. м., на котором холдинг RBI планировал возведение отеля. Это устраняет юридическую возможность такого строительства. Однако одновременно по контракту с комитетом по развитию транспортной инфраструктуры ООО «НИИПРИ „Севзапинжтехнология“» взялось за разработку предпроекта пробивки магистрали, соединяющей Аптекарскую и Песочную набережную по берегу вдоль сада.
В 2013—2014 годах застройщик упорно пытался оспорить в суде возвращение в границы памятника «Лопухинский сад» участка, на котором он рассчитывал водрузить многоэтажный апарт-отель. Потерпев неудачу в Арбитражном суде Санкт-Петербурга и Ленинградской области, холдинг RBI подал апелляцию, но вновь проиграл суд.

## Реконструкция
В 2013 г. Центр комплексного благоустройства объявил конкурс на работы по капитальному ремонту Лопухинского сада. Мероприятия, на которые было выделено 131,72 млн рублей, включали в себя ремонт ограды, мостов и дорожек, укрепление берегов водоемов, посадку деревьев и кустов.
Реконструкция сада была проведена в 2014—2015 годах. Были благоустроены пешеходные дорожки, ликвидированы аварийные деревья, высажено более 4 тыс. кустарников. Открытие реконструированного сада для посещений состоялось в августе 2015 года.
В 2016-2019 годах в Лопухинском саду проведены реставрационные работы по восстановлению с исторической точностью внешнего облика дачи Громова — одного из старейших сохранившихся в Санкт-Петербурге памятников деревянного зодчества. Реставрация внутреннего пространства дачи с восстановлением подлинной отделки и приспособлением здания для современного использования завершилась в ноябре 2020 года. В процессе этих работ в интерьерах здания обнаружена уникальная живопись, а в подвале под залежами мусора найдены мраморные скульптуры и гипсовый бюст, предположительно, отца бывшего владельца дачи, купца Федула Громова. Восстановлено парадное крыльцо дачи со стороны ул. Академика Павлова, воссозданы на основе аналогов фигуры грифонов на колоннах. В здании разместится  подростково-молодёжный центр Петроградского района.